# Prefectura Miyagi

Localizare

Prefectura Miyagi (宮城県 Miyagi-ken?) este una din prefecturile din Japonia. Capitala prefecturii este orașul Sendai.

## Geografie

### Municipii
Prefectura cuprinde 13 localități cu statut de municipiu (市):
| - Higashimatsushima - Ishinomaki - Iwanuma - Kakuda | - Kesennuma - Kurihara - Natori | - Ōsaki - Sendai (centrul prefectural) - Shiogama | - Shiroishi - Tagajō - Tome |